# Simon Carrington
Pour les articles homonymes, voir Carrington.
Simon Carrington (né en 1942) est un chef d'orchestre, chanteur et contrebassiste anglais. Il est cofondateur et membre d'origine du fameux ensemble vocal The King's Singers, lauréat d'un Grammy Award. Quittant l'ensemble après 25 ans d'expérience, il a ensuite continué sa carrière pendant 15 ans aux Etats-Unis, plus particulièrement au Connecticut. Il partage désormais son temps entre Londres et le sud-ouest de la France. Il parle couramment le français et l'allemand, et possède la nationalité britannique et américaine. Il est le père de la comédienne musicale et violoncelliste  britannique, Rebecca Carrington.

## Biographie

### Jeunesse
Simon Carrington est né dans le comté de Wiltshire, au Royaume-Uni. Il est choriste à la Christ Church Cathedral School d'Oxford, obtient une exposition musicale à la King's School de Canterbury, puis enrichit sa connaissance d'anglais et de musique au King's College de Cambridge, en tant que choriste aux côtés des futurs membres fondateurs de The King's Singers. Il obtient sa maîtrise en 1965 et se qualifie ensuite comme enseignant au New College d'Oxford.

### Carrière
De 1968 à 1993, Carrington est membre, cofondateur et codirecteur des The King's Singers. Durant cette période, il est également contrebassiste indépendant et est régulièrement invité en tant qu'artiste invité, notamment avec le BBC Philharmonic et l'Orchestre de Monteverdi.
Il est également le chanteur (non crédité) du générique de fin de la première série de la sitcom The Black Adder de la BBC en 1983.
Carrington ensuite déménage aux États-Unis en 1994 et accepte un poste à l'Université du Kansas où il devient directeur des activités chorales, professeur et artiste en résidence. Après le Kansas, il devient directeur des activités chorales au New England Conservatory de Boston.
En 2003, il est professeur de direction d'orchestre à l'école de musique de l'Université Yale, et fonde la Yale Schola Cantorum qu'il dirige pendant six ans. Il est ainsi nommé professeur émérite de l'Université de Yale en 2009.
Il dirige désormais régulièrement des concerts, des ateliers et des masterclasses à travers le monde.

### Vie privée
Il partage son temps entre le sud-ouest de l'Angleterre et le sud-ouest de la France où il vit avec sa femme Hilary, pianiste professionnelle. Leur fille Rebecca vit à Berlin et leur fils James, auteur-compositeur-interprète, vit à Los Angeles.